# Hochschule Hefei
Die Hefei Universitat (HU), in englischer Sprache auch als Hefei University (HU) bekannt, ist eine staatliche Hochschule in Hefei in der Provinz Anhui, Volksrepublik China.
Die Gründung erfolgte im Jahr 1980. Die Lehrschwerpunkte liegen in den Ingenieurwissenschaften und Wirtschaftswissenschaften. Darüber hinaus werden auch geisteswissenschaftliche Fächer, Naturwissenschaften und Pädagogik gelehrt.
Seit 1984 besteht eine Kooperation mit niedersächsischen Hochschulen, die unter anderem zu Gastprofessoren an der HH führte. Seit 2011 wird an der HH auch in deutscher Sprache unterrichtet.
Unter den zahlreichen Honorarprofessoren der HU befindet sich unter anderem Kurt Bodewig.